# Christus, der ist mein Leben, BWV 95
Christus, der ist mein Leben, BWV 95 (Crist és la meva vida), és una cantata religiosa de Johann Sebastian Bach per al setzè diumenge després de la Trinitat, estrenada a Leipzig el 12 de setembre de 1723.

## Origen i context
L'autor, anònim, empra quatre himnes diferents de la tradició luterana; el primer número comença amb la primera estrofa de l'himne que dona títol a la cantata i acaba amb la primera estrofa del càntic de Simeó Nunc dimitis traduït per Luter. El tercer número fa ús de l'estrofa inicial de Valet will ich dir geben de Valerius Herberger (1613) i en el coral final es recull la quarta estrofa de Wenn mein Stündlein vorhanden ist de Nikolaus Herman (1560). La cantata té l'aspiració a la mort i el menyspreu pel món com a tema central, d'acord amb l'evangeli del dia Lluc (7, 11-17), que explica l'episodi de la resurrecció del fill de la vídua de Nain quan el portaven al sepulcre. L'obra fou estrenada quan Bach portava només uns mesos a Leipzig, i aborda nous problemes compositius amb unes solucions innovadores com la inclusió de dos corals separats per un recitatiu en el número inicial; en total la cantata conté quatre corals, tots ells parlen del pas de la vida terrenal a la celestial, que aporta pau i consol. Per a aquest diumenge es conserven tres altres cantates, la BWV 8, la BWV27 i la BWV 161.

## Anàlisi
Obra escrita per a soprano, tenor, baix i cor; trompa, dos oboès, dos oboès d'amor, corda i baix continu. Consta de set números.
1. Cor: Christus, der ist mein Leben (Crist és la meva vida)
2. Recitatiu (soprano): Nun, falsche Welt! (Ara, món enganyós!)
3. Coral (soprano): Valet will ich dir geben (De tu m'acomiado)
4. Recitatiu (tenor): Ach könnte mir doch bald so wohl geschehn (Va, que vegi de seguida, el moment esperat)
5. Ària (tenor): Ach, schlage doch bald, selge Stunde (Ah, que repiqui ja, hora venturosa)
6. Recitatiu (baix): Denn ich weiß dies (Doncs jo em sé)
7. Coral: Weil du vom Tod erstanden bist (Com que tu de la mort t’has desfet)

El número inicial, un dels grans cors de Bach, consta de tres parts, comença el cor cantant la primera estrofa de l'himne citat, seguit pel soprano que destaca la paraula sterben (mort) amb una dissonància, a continuació, a la part central, el tenor interpreta un recitatiu que oscil·la entre un estil secco i un d’arioso; a la tercera i última part, reapareix el cor amb Mit Fried und Frreud ich fahr dahin (Amb pau i joia me'n vaig d'aquí), versió de Luter del Nunc dimitis. El segon i tercer números corresponen al soprano que canta el menyspreu a la vida terrenal i l'acomiadament del món; conjuga el recitatiu secco amb el coral indicat, recolzat en el continu i els dos oboès d'amor a l'uníson desenvolupen una melodia en ostinato. Un breu recitatiu de tenor prepara l'ària, també de tenor, que al·ludeix a l'angoixa prèvia a la mort; els oboès d'amor sostenen melòdicament la peça mentre que el pizzicato de les cordes recorda el toc de morts de les campanes. Després d'un recitatiu conclusiu a càrrec del baix, la quarta estrofa del coral abans indicat clou la cantata. Té una durada aproximada d'uns vint minuts.

## Discografia seleccionada
- J.S. Bach: Das Kantatenwerk. Sacred Cantatas Vol. 5. Nikolaus Harnoncourt, Tölzer Knabenchor (Gerard Schmidt-Galen, director), Concentus Musicus Wien, Wilhelm Wiedl (solista del cor), Kurt Equiluz, Philippe Huttenlocher. (Teldec), 1994.
- J.S. Bach: The complete live recordings from the Bach Cantata Pilgrimage. CD 43: Santo Domingo de Bonaval, Santiago de Compostela; 7 d’octubre de 2000. John Eliot Gardiner, Monteverdi Choir, English Baroque Soloists, Katharine Fuge, Daniel Taylor, James Gilchrist, Peter Harvey. (Soli Deo Gloria), 2013.
- J.S. Bach: Complete Cantatas Vol. 7. Ton Koopman, Amsterdam Baroque Orchestra & Choir, Lis Larsson, Gerd Türk, Klaus Mertens. (Challenge Classics), 2004.
- J.S. Bach: Cantatas Vol. 11. Masaaki Suzuki, Bach Collegium Japan, Midori Suzuki, Makoto Sakurada, Peter Kooij. (BIS), 1999.
- J.S. Bach: Church Cantatas Vol. 30. Helmuth Rilling, Gächinger Kantorei, Bach-Collegium Stuttgart, Arleen Augér, Adalbert Kraus, Walter Heldwein. (Hänssler), 1999.